# أراضي الحقول البرية

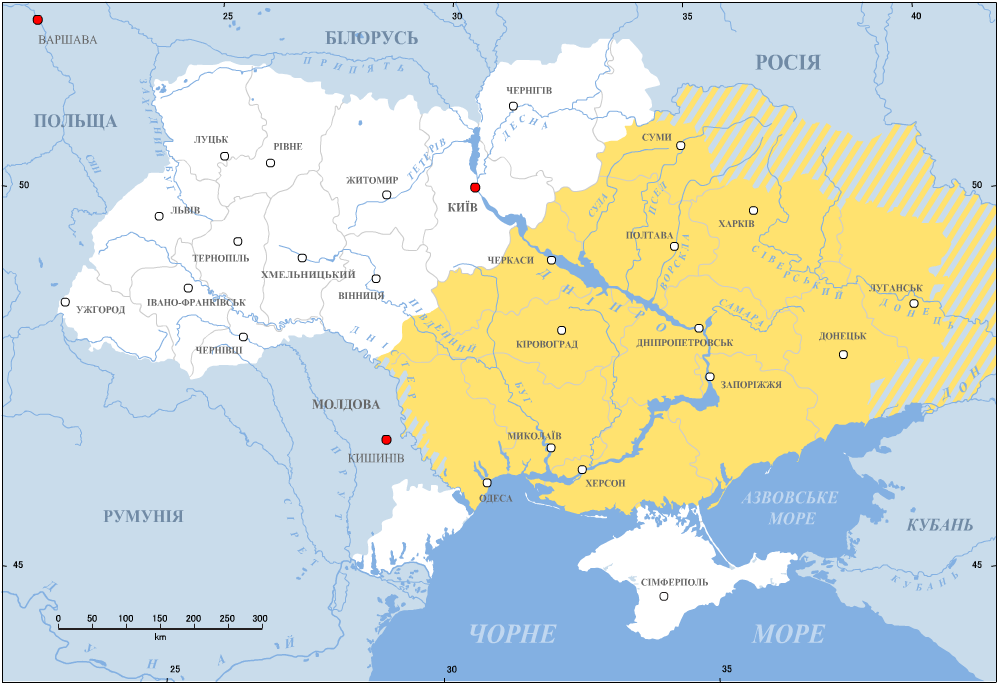
خريطة الحقول البرية في القرن السابع عشر

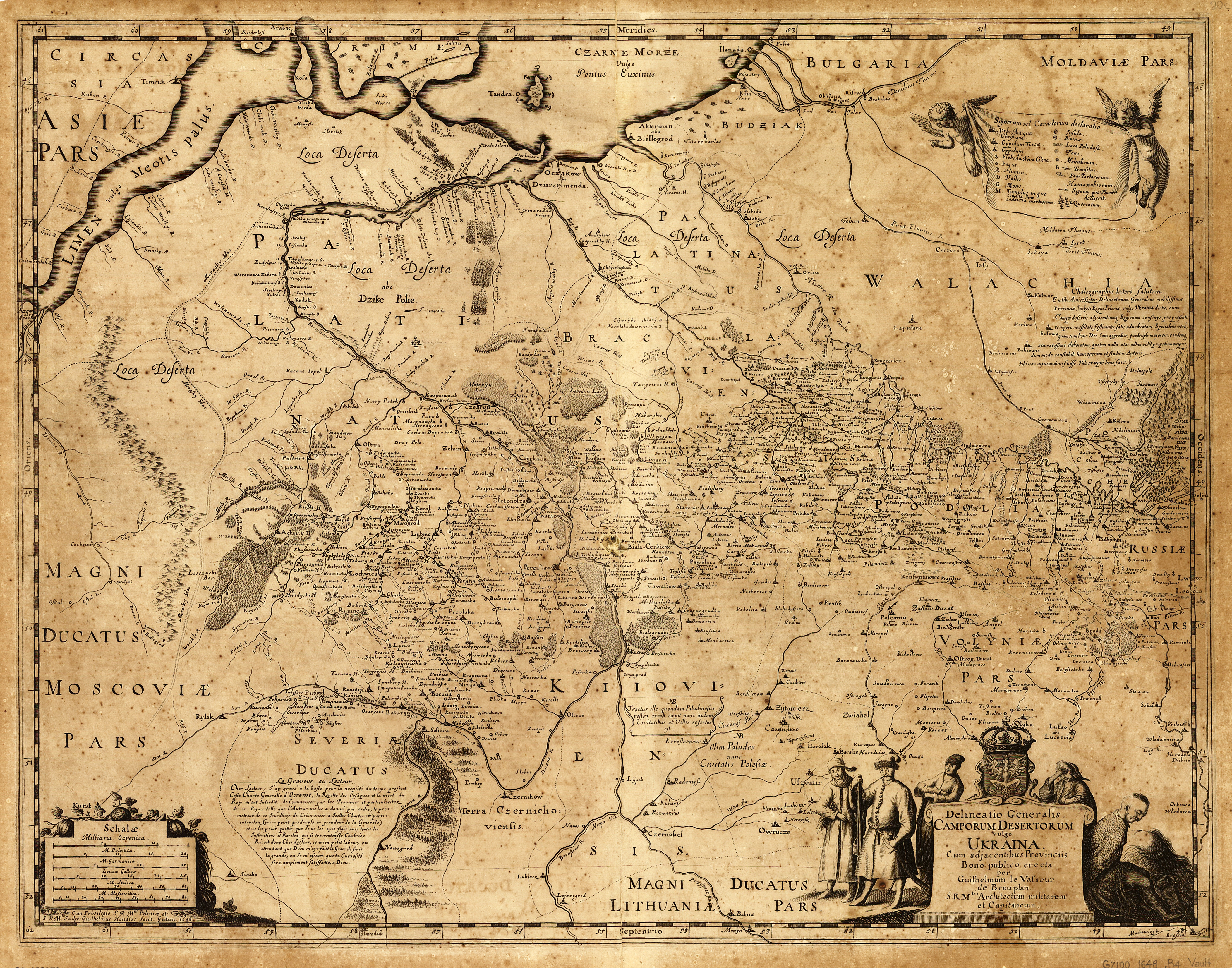
(رسم تخطيطي عام للحقول المهجورة في أوكرانيا)

أراضي الحقول البرية (الروسية: Дикое Поле)، (بالأوكرانية: Дике Поле)‏، تُرجم أيضًا باسم «البرية»)، مصطلح تاريخي مستخدم في الوثائق البولندية الليتوانية من القرنينى السادس عشر إلى الثامن عشر  للإشارة إلى سهوب بونتيك في إقليم أوكرانيا الحالية، شمال البحر الأسود وبحر آزوف. ووفقًا للمؤرخ الأوكراني فيتالي ششيرباك، ظهر المصطلح في وقت ما في القرن الخامس عشر للإشارة إلى المنطقة الواقعة بين نهر دنيستر ومنتصف الفولغا، عندما بدأ استعمار المنطقة من قبل القوزاق.  وكان يطلق عليها أراضي الحقول الخصيبة    والثروات الطبيعية في سهوب وحوض الدنيبر.

## التاريخ
كانت المنطقة تحت حكم القبيلة الذهبية حتى معركة المياة الزرقاء (1362)، والتي سمحت للجيرداس (كانوا حكام لليتوانيا في العصور الوسطى. حكموا الليتوانيين والروثينيين من 1345 إلى 1377، وأنشأوا إمبراطورية تمتد من دول البلطيق الحالية إلى البحر الأسود وإلى حدود خمسين ميلاً (ثمانين كيلومترًا) من موسكو) بالمطالبة بها لدوقية ليتوانيا الكبرى. نتيجة لمعركة نهر فورسكلا عام 1399، خسر خليفته فيتوتاس المنطقة لصالح تيمور قطلو، خان القبيلة الذهبية. في عام 1441، أصبح القسم الغربي من الحقول البرية تحت سيطرة خانية القرم، وهو كيان سياسي تسيطر عليه الإمبراطورية العثمانية المتوسعة منذ القرن السادس عشر . وكان القوزاق الزابوروجيين ( الزابوروجيين تعني قوزاق ماوراء المنحدرات ) يسكنون الحقول البرية، والذين استقروا هناك تحت شرط محاربة توسع قوم النوجاى.  

## حروب قوم النوجاي والقوزاق الزابوروجيين
كان يتم عبور الحقول البرية من خلال طريق مورافسكي أو طريق مورافا ( طريق مهم خلال الحروب الروسية القرم في القرنين السادس عشر وأوائل القرن السابع عشر، وهي ممرات حرب مهمة كان يستخدمها تتار القرم لغزو ونهب دوقية موسكو الكبرى).  تسببت حروب قوم النوجاي، وهي حروب بين تتار القرم وقوم النوجاي من جانب، ودوقية ليتوانيا الكبرى ودوقية موسكو على الجانب الآخرر، في دمار كبير وهجرة سكان المنطقة بسبب الحرب. وهو ما أدي لظهور القوزاق الزابوروجيين، الذين أبحروا من أسفل نهر دنيبر في أماكن قواعدهم في خورتيتسيا وداهموا ساحل البحر الأسود. بنى الأتراك العديد من المدن المحصنة للدفاع عن الساحل مثل أوتشاكيف وخادجي بك.
في حوالي القرن السابع عشر ، تم إستصلاح الجزء الشرقي من الحقول البرية من الفلاحين والأقنان الهاربين والذين شكلوا قلب القوزاق . 

## التاريخ الحديث
في انتفاضة شميلنكي، استوطن القوزاق الجزء الشمالي من هذه المنطقة من حوض دنيبر، وأصبح يُعرف باسم سلوبودا أوكرانيا . بعد سلسلة من الحروب الروسية التركية التي شنتها كاترين العظيمة، تم دمج المنطقة التي كان يسيطر عليها العثمانيون وتتار القرم في الإمبراطورية الروسية في ثمانينيات القرن الثامن عشر. بنت الإمبراطورية الروسية العديد من المدن في الحقول البرية، بما في ذلك أوديسا وسيفاستوبول وإيكاترينوسلاف (دنيبرو) وميكولايف. تم بناء جزء كبير من مدينة كييف في خلال ذلك الوقت كذلك. وبعد أن امتلأت المنطقة بالمستوطنين الروس أصبح اسم «الحقول البرية» قديمًا ؛ وبدلاً من ذلك أسموها روسيا الجديدة (نوفوروسيا). أما في القرن العشرين،وبعد انهيار الاتحاد السوفيتي، تم تقسيم المنطقة بين أوكرانيا ومولدوفا وروسيا.

## روابط خارجية
- عصر القوزاق
- القوزاق الزابوروجيان